# Вакуумне очікуване значення
Вакуумне очікуване значення або конденсат оператора — поняття квантової теорії поля,  очікуване значення оператора у вакуумі, тобто квантовому стані без частинок і полів.  Вакуумне очікуване значення оператора O зазвичай позначається як {\displaystyle \langle O\rangle }. Це поняття є важливим для роботи з кореляційними функціями в квантовій теорії поля, а також для вивчення спонтанного порушення симетрії. Наприклад:
- Поле Хіггса має вакуумне очікуване значення 246 ГеВ[1]. Це ненульове значення лежить в основі механізму Хіггса Стандартної моделі.
- Кіральний конденсат в квантовій хромодинаміці приблизно в тисячу разів менший за значення гіґґсового. Він дає велику ефективну масу кваркам, і розрізняє фази кваркової матерії. Основана частини маси більшості адронів зумовлена саме ним.
- Глюонний конденсат в квантовій хромодинаміці також може частково відповідати за маси адронів.